# Periam
Periam é uma comuna romena localizada no distrito de Timiș, na região histórica do Banato (parte da Transilvânia). A comuna possui uma área de 98.33 km² e sua população era de 4349 habitantes segundo o censo de 2007.